# Tomer Sisley
Tomer Sisley, född 1974 i Berlin, är en fransk skådespelare. 

## Filmografi
- 1996 : Studio Sud (TV)
- 1998 : L'Immortel (TV)
- 2003 : Dédales av René Manzor
- 2003 : Bedwin av Nadia el Fani
- 2005 : Virgil av Mabrouk el Mechri
- 2006 : Toi et moi av Julie Lopes-Curval
- 2007 : Truands av Frédéric Schoendoerffer
- 2008 : Largo Winch av Jérôme Salle
- 2013 : Familjetrippen av Rawson Marshall Thurber

## Fotnoter
1. ↑  Internet Movie Database, IMDb-ID: nm0803037co0047972, läst: 17 oktober 2015.[källa från Wikidata]
2. ↑  SNAC, SNAC Ark-ID: w6nk40fx, läs online, läst: 9 oktober 2017.[källa från Wikidata]
3. 1 2  läs online, www.legifrance.gouv.fr  .[källa från Wikidata]
4. ↑  läs online, The New York Times .[källa från Wikidata]
5. ↑  läs online, The New York Times .[källa från Wikidata]